# Periacma mediacantha
Periacma mediacantha (лат.) — вид молевидных бабочек рода Periacma из семейства Autostichidae. Китай (провинция Хайнань). Специфический эпитет образован от латинских слов media- и acanthus, обозначающих косту, медиально переходящую в треугольный шиповидный отросток.

## Описание
Размах крыльев 15 мм. Основная окраска желтовато-коричневая и чёрная. Мезонотум коричневый, смешанный с бледно-жёлтыми чешуйками; тегулы чёрные базально, жёлтые дистально. Передние крылья жёлтые, с рассеянными коричневато-жёлтыми чешуйками; серовато-чёрное пятно у основания костального края и на спине соответственно; дискальные, дискоцеллюлярные, пликальные и торнальные пятна серовато-чёрные, пликальное пятно самое маленькое, торнальное пятно самое большое; серовато-чёрные чешуйки от дистальной 1/4 костального края рассеяны косо внутрь к дискоцеллюлярному пятну; вершинное пятно серовато-чёрное; конечные точки серовато-чёрные, начиная ниже вершины и вдоль термена до торнального пятна; бахромка жёлтая, серовато-чёрная дистально вокруг вершины. Задние крылья тёмно-серые; бахрома желтовато-серая. Ноги бледно-жёлтые, кроме трёх дистальных тарзомеров передних и средних лапок, чёрные; на вентральной поверхности передних ног с чёрными чешуйками на коксах; на дорсальной поверхности передние лапки чёрные на бедре, голени с густыми чёрными чешуйками в основании и около вершины, средние лапки с черновато-серыми чешуйками на бедре, голени чёрные в основании и с несколькими чёрными чешуйками на дистальной половине, лапки чёрные в середине первого тарзомера и в основании второго тарзомера; на внешней поверхности лапки задних ног с чёрными чешуйками. Новый вид похож на P. nakhonnayokensis Moriuti, Saito et Lewvanich, 1985. Его можно отличить по косте с большим шиповидным отростком около середины и эдеагусу с шипом, выходящим за середину и переходящим в шиповидный отросток дистально. У P. nakhonnayokensis коста имеет шиповидный отросток около вершины, а эдеагус не имеет шипа за серединой и дистально переходит в дигитальный отросток.